# Bélisaire demandant l'aumône
Pour les articles homonymes, voir Bélisaire (homonymie).
Bélisaire demandant l'aumône est un tableau peint par Jacques-Louis David en 1780 représentant le général byzantin Bélisaire alors déchu et aveugle et inspiré directement du roman Bélisaire de Jean-François Marmontel. Première peinture néo-classique importante de Jacques-Louis David elle rencontra un important succès au Salon  de 1781. Le tableau est conservé au palais des Beaux-Arts de Lille et une réplique de dimensions réduites peinte en 1784 est conservée au musée du Louvre.

## Contexte
C'est au retour de ces cinq années à l'Académie de France à Rome en 1780, que Jacques-Louis David achève un tableau commencé à Rome, Bélisaire demandant l'aumône, une huile sur toile qui s'inscrit dans la peinture d'histoire, en vue de son agrément à l'académie. Par sa représentation, ce dernier s'inscrit dans les conventions artistiques en vigueur à cette époque, c'est-à-dire le néo-classicisme étant d'ailleurs à son apogée dans les années 1780 en Europe. Grâce à ce tableau, David est agréé à l’unanimité le 24 août 1781. Le tableau est alors exposé au salon de 1781, premier salon de David, parmi quelques autres plus anciens (notamment, Saint Roch, Les funérailles de Patrocle et Le portrait du comte Potocki).
Considérée comme la première œuvre du néo-classicisme français, dont Jacques-Louis David devient peu après le chef de file, elle remporte un grand succès. Vendu par David à l’électeur de Trèves, Clemens Wenzeslaus de Saxe, en 1786, l'œuvre intègre la collection de son frère, le duc Albert de Saxe-Teschen. En 1792, le tableau est pris lors des premières guerres révolutionnaires et racheté par Lucien Bonaparte en 1802. Le musée de Lille l’acquiert en 1863.
Quelques années plus tard, en 1784, Fabre et Girodet réalisent avec leur maître David une version réduite (101 x 115 cm) et légèrement modifiée pour le comte d'Angiviller, Directeur des Bâtiments du Roi, qui est présentée au Salon de 1785 et est maintenant conservée au musée du Louvre, parfois identifiée comme Bélisaire reconnu par un soldat. Cette version fut attribuée exclusivement à David dans le passé, avant d’être rattachée à son atelier et, plus précisément, à Fabre et Girodet qui ont tous deux participé à sa réalisation.

## Description

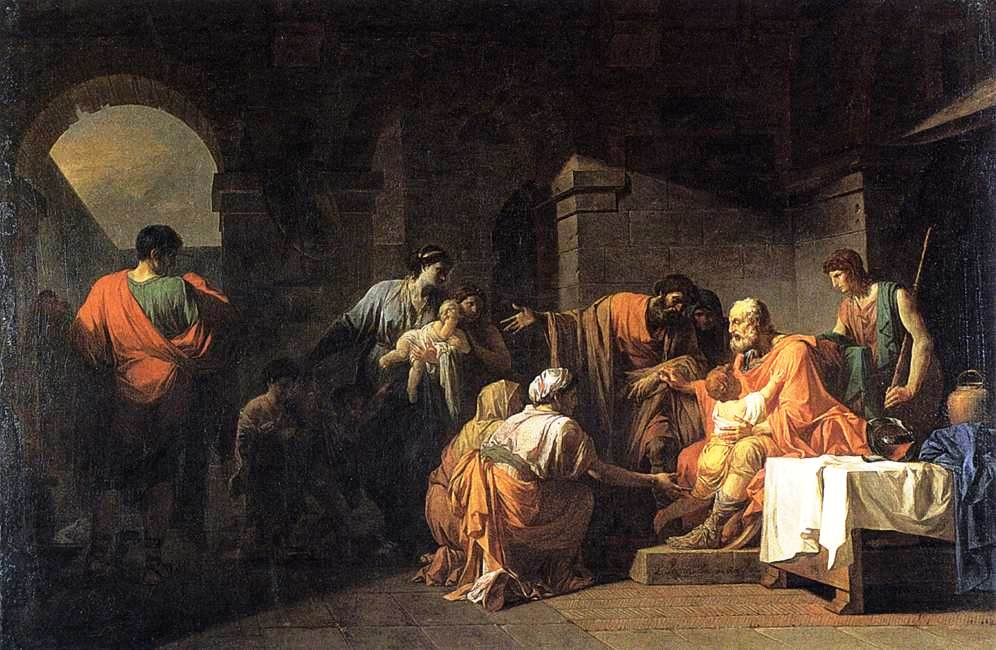
Bélisaire recevant l'hospitalité d'un paysan ayant servi sous ses ordres (1779), Pierre Peyron, Musée des Augustins de Toulouse.

L'œuvre fait surgir un héros de l'empire byzantin, le général et commandant en chef Bélisaire qui sous les ordres de Justinien Ier, battit les Vandales en Afrique du Nord. Par jalousie, Justinien lui creva les yeux. Il s'agit d'une simple légende puisque si Bélisaire fut réellement accusé, sans doute à tort, de corruption et emprisonné, Justinien le fit libérer peu de temps après. Il ne retrouva cependant jamais un commandement important.
Dans une architecture palatiale, le Bélisaire de David montre un héros déchu, vieux et aveugle, assis, habillé en couleurs bleu ardoise et brun chamois et qui mendie dans la rue (comme le montre l'inscription latine Date Obulum Belisario, qui signifie « Donnez l'obole à Bélisaire»  présente sur la pierre en bas à droite près de lui, et sur laquelle repose un bâton. Ce dernier est en compagnie d'un jeune enfant, qu'il tient sans ses bras, et dont le regard se porte sur un autre personnage principale de la composition, une femme revêtue d'un ample manteau. Le troisième personnage est un de ses anciens soldats, qui dans son grand étonnement, reconnaît le vieillard.
Plusieurs éléments différencient les deux versions de Lille et du Louvre. Dans la réplique du Louvre, la composition latérale est plus développée, avec un détachement plus marqué des protagonistes. Le ton est aussi plus clair, la couleur bronze (de Lille) devenant plutôt miel.
En 1779, David avait déjà peint en huile sur toile (43 x 55 cm) un Bélisaire, vu à mi-corps, et tenant un enfant près de lui. Cette œuvre appartient à une collection particulière.
Ce sujet avait déjà été traité en 1779 par Peyron pour le cardinal de Bernis : quelques personnages seulement sont présents ; la scène reste peu soumise à l'effet dramaturgique de son histoire.

## Analyse

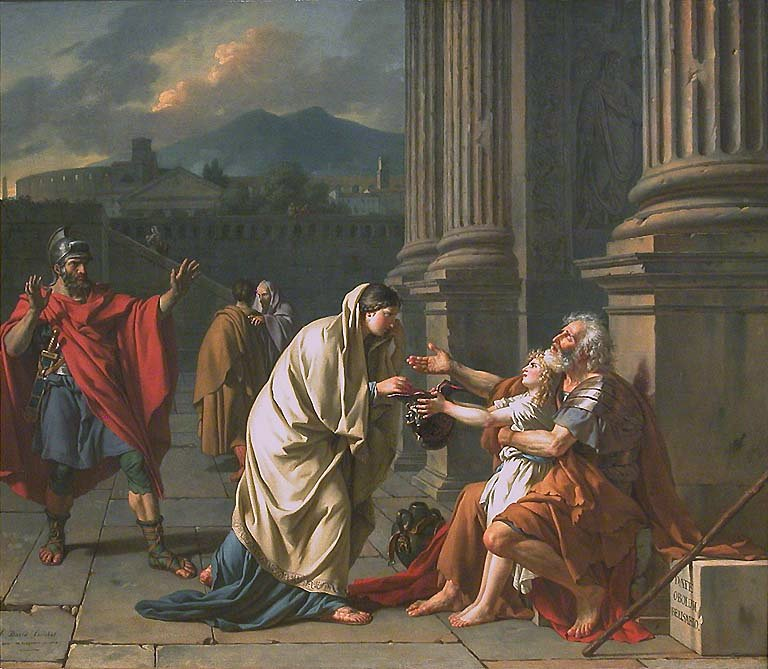
Bélisaire demandant l'aumône réplique du musée du Louvre peinte en 1784. De dimensions réduites par rapport à l'original (101 sur 115 cm), le tableau est dans un format plus allongé.

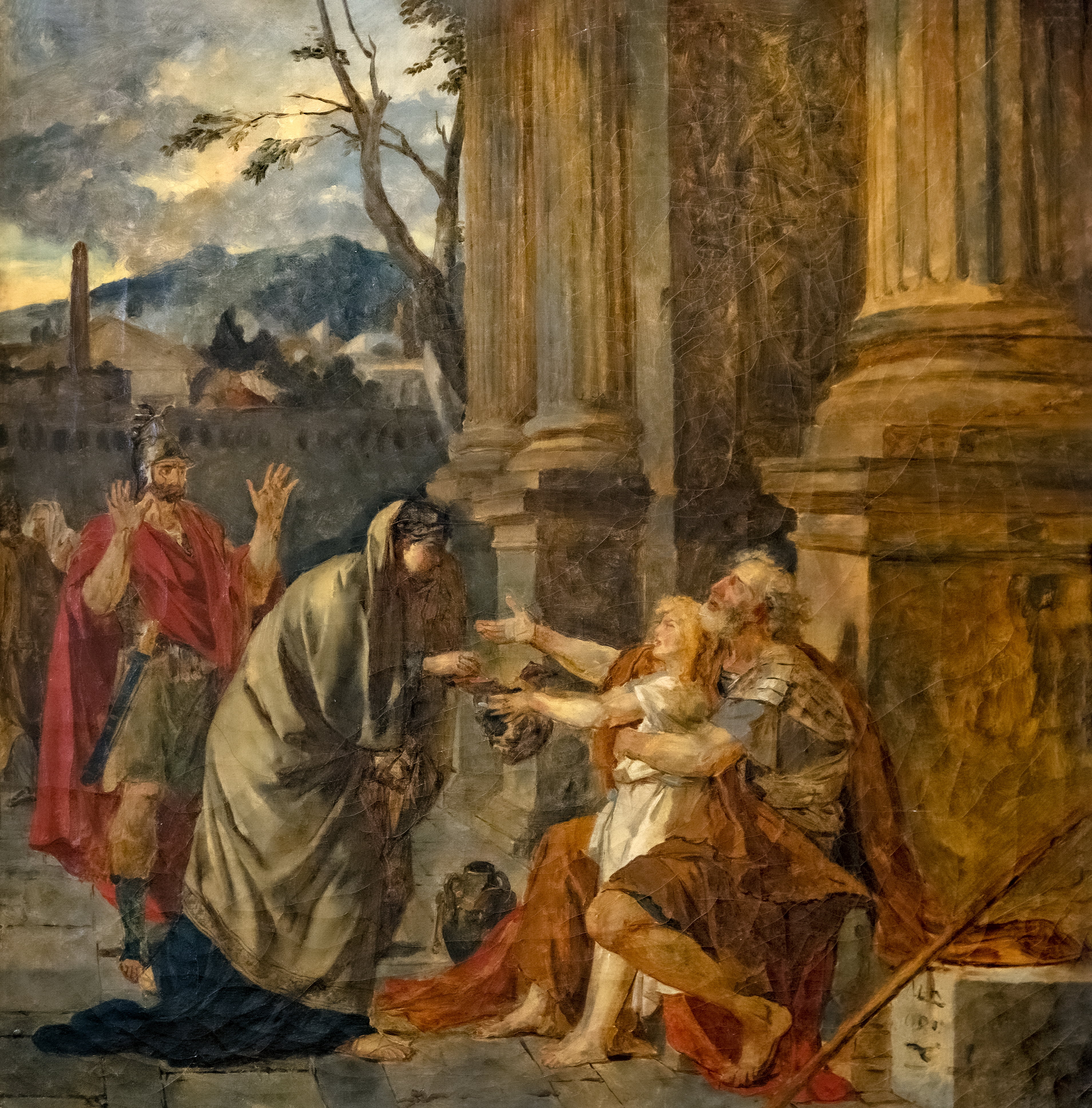
Ébauche du tableau de Lille conservée au Musée Ingres-Bourdelle de Montauban

Le thème de la pitié est omniprésent dans l'œuvre, elle touche les trois personnages jugés les plus « faibles » : la femme, l'enfant et le vieillard qui incarne l'image de la Pietà. Les mains tendues horizontalement des trois personnages véhiculent cette idée de faiblesse nécessitant le besoin et la charité. Tandis que le soldat, au second plan, les mains levées à la verticale, signale son étonnement, le buste en avant. Les trois âges représentés diffusent une idée de la gloire humaine et du naufrage de la vieillesse.
Le décor très « antiquisant », par l'architecture sobre, austère et écrasante qui dresse derrière le Bélisaire la dureté de la condition de ce dernier, montre une volonté de la part de l'artiste d'associer au style antique ses thèmes héroïques pour le transférer à l'époque de l'artiste. Le tableau fait allusion à une affaire qui a eu lieu quelques années auparavant, celle du général Lally-Tollendal décapité en 1766. C'est sur des thèmes de vertus emprunté à l'antiquité que le « vrai style », plus tard appelé « néo-classique », répand son art, rejetant ainsi les frivolités de la cour royale de Louis XVI, qui ne citait guère des réalités de l'Antiquité que la clémence d'Auguste.

## Estampe
Alexandre Antoine Morel a réalisé une estampe rectangulaire de ce tableau du Musée du Louvre à Paris.  Elle a été déposée à la Bibliothèque le 21 vendémiaire de l'an IX (13 octobre 1800).